# Henry Ian Cusick
Pour les articles homonymes, voir Cusick.
Henry Ian Cusick, né le 17 avril 1967 à Trujillo, au Pérou, est un acteur Ecossais-péruvien.
Il est principalement connu pour avoir interprété le personnage de Desmond Hume dans la série télévisée Lost (2005-2010). Par la suite, il confirme en incarnant Stephen Finch dans Scandal (2012-2015), Marcus Kane dans la série télévisée Les 100 (2014-2019), le docteur Jonas Lear dans The Passage (2019) et Russell « Russ » Taylor dans MacGyver (2020-2021).

## Biographie

### Enfance
Henry Ian Cusick naît le 17 avril 1967 à Trujillo, au Pérou, d’une mère péruvienne (Esperanza Chávez) et d’un père écossais (Henry Joseph Cusick). À l'âge de deux ans, sa famille emménage à Madrid (Espagne), puis à Glasgow (Écosse), avant de s’installer à Trinité-et-Tobago où il vit pendant dix ans. Il 
fait ses études au Presentation College (en) de San Fernando. Il revient en Écosse avec sa famille à l’âge de quinze ans. Il poursuit ses études au Royal Scottish Academy of Music and Drama de Glasgow.

### Carrière
Il obtient son premier rôle, celui d’un ours polaire, dans le pantomime de Noël du Citizens Theatre à Glasgow. Il parle couramment l’anglais et l’espagnol.
Il a interprété un agent des services secrets allemands dans la série 24 heures Chrono et joué le rôle de Gareth Heldman dans la série télévisée britannique Inspecteur Barnaby.
En 2005, il rejoint la distribution de la série télévisée Lost : Les Disparus au cours de la deuxième saison dans le rôle de Desmond Hume et pendant 5 saisons.
En 2012, il endosse le rôle de Stephen Finch dans la première saison de Scandal, diffusée à partir d'avril 2012. Il part à la fin de cette première saison mais fera une apparition dans la saison 4 en qualité d'invité.
En 2013, il réalise son premier court-métrage appelé Dress, qui sera récompensé en 2014 au USA Film Festival.
En février 2013, il rejoint la distribution principale de la série télévisée Les 100, dans le rôle de Marcus Kane. La série est diffusée à partir du 19 mars 2014 sur le réseau The CW. Il y reste jusqu'à la mort de son personnage dans la saison 6, en 2019.

### Vie privée
Henry Ian Cusick et son épouse Annie Wood se rencontrent en 1992 à l'université. Ils sont parents de trois fils, Elias (né en 1994), Lucas (né en 1998), et Esau (né en 2000). Le couple s'est marié civilement le 15 juillet 2006, après quatorze ans de vie commune. Ils vivent à Kailua, une ville de l’île d'Oahu (où a été tournée la série Lost) sur l'archipel d’Hawaï.

## Filmographie

### Cinéma

#### Films
- 2002 : Possession de Neil LaBute : Toby Byng (non crédité)
- 2003 : The Gospel of John de Philip Saville : Jésus-Christ
- 2006 : Half Light de Craig Rosenberg : Brian
- 2006 : 9/Tenths (en) de Bob Degus : William
- 2008 : Hitman de Xavier Gens : Udre Belicoff
- 2009 : Dead Like Me : Life After Death de Stephen Herek : Cameron Kane
- 2013 : We Love Happy Endings ! de John McKay (en) : Willie Scott
- 2013 : The Girl On The Train (en) de Larry Brand : Danny Hart
- 2014 : 10.0 : Menace sur Los Angeles (10.0 Earthquake) de David Gidali : Jack
- 2014 : Frank Vs. God de Stewart Schill : David Frank
- 2015 : Just Let Go de Christopher S. Clark et Patrick Henry Parker
- 2015 : Pali Road de Jonathan Lim : Tim Young
- 2016 : Everglades de Gal Ziv : Scott
- 2017 : Rememory de Mark Palansky : Lawton
- 2018 : Chimera Strain de Maurice Haeems : Quint
- 2022 : The Wind & the Reckoning (en) de David L. Cunningham : McCabe
- 2023 : Jamojaya de Justin Chon : Michael

#### Courts-métrages
- 1995 : The Contract
- 2006 : After the Rain : Adrian
- 2013 : Dress (en) : Ben Granger
- 2016 : Visible : Guy
- 2018 : Hae Hawai'i

### Télévision

#### Téléfilms
- 2002 : The Dinosaur Hunters (documentaire) : Gideon Mantell
- 2003 : Carla (en) (téléfilm) : Matt
- 2004 : Le Parfait Amour (téléfilm) de Douglas Barr : Peter Campbell

#### Séries télévisées
- 1993 : Taggart : Ian Gowrie
- 1997 : Performance (en) : Sir Henry Green / homme du premier jardinier / l'homme d'Exton (saison 6, épisode 3)
- 2001 : Les Mystères du véritable Sherlock Holmes : Sergent Michael Clark (L'énigme du chevalier blanc)
- 2001 - 2002 : Casualty : Jason (récurrent, saison 16)
- 2002 - 2003 : Two Thousand Acres of Sky (en) : Dr. Ewan Talbot
- 2003 : Happiness (en) : Phillip (saison 2, épisode 2)
- 2003 : Aventure et Associés : Gavin Merrill (épisode 13)
- 2003 : The Book Group (en) : Miles Longmuir (saison 2)
- 2004 : Inspecteur Barnaby : Gareth Heldman (saison 7, épisode 3)
- 2005 : Meurtres en sommeil : Jeremy Allen
- 2005 - 2010 : Lost : Les Disparus : Desmond Hume (récurrent saison 2, principal saisons 3 à 6)
- 2006 : 24 heures Chrono : Theo Stoller (saison 5, épisodes 13 et 14)
- 2009 : Aux origines de l'humanité : Charles Darwin (saison 36, épisode 10)
- 2010 : New York, unité spéciale : Erik Weber (saison 12, épisodes 1 et 2)
- 2012 : Scandal : Stephen Finch (saison 1 + invité saison 4, épisode 13)
- 2012 : Fringe : Simon Foster (saison 4, épisode 19)
- 2012 - 2013 : Mentalist : Tommy Volker (saison 5, 3 épisodes)
- 2013 : Hawaii 5-0 : Ernesto (saison 4, épisode 1)
- 2013 : Les Experts : Dr. Jimmy (saison 13, épisode 16)
- 2013 : Body of Proof : Dr. Trent Marsh (saison 3, épisodes 5 et 13)
- 2014 - 2019 : Les 100 : Marcus Kane (principal - saisons 1 à 6)
- 2016 : Rush Hour : Thomas (saison 1, épisode 1)
- 2017 : Inhumans : Dr. Evan Declan (saison 1 - épisodes 3 à 8)
- 2019 : The Passage : Dr. Jonas Lear
- 2016 - 2021 : MacGyver : Russell "Russ" Taylor (principal, saisons 4 et 5)
- 2022 - 2023 : Big Sky : Avery McCallister (récurrent saison 3)
- 2022 - 2023 : The Wingfeather Saga (en) : Peet (voix originale)
- 2023 - 2024 : NCIS: Hawai'i : Agent spécial John Swift (5 épisodes)

### Réalisation
- 2013 : Dress (en) (court-métrage)
- 2017 : Les 100 : Saison 4, épisode 11
- 2018 : Les 100 : Saison 5, épisode 10

### Production
- 2013 : Dress (en) (court-métrage)
- 2016 : Visible (court-métrage)
- 2020 : Red House (court-métrage)

### Jeux Vidéo
- 2008 : Lost : Les Disparus, le jeu vidéo : Desmond Hume (voix originale)

## Voix francophones
En version française, Bruno Choël, est la voix régulière de Henry Ian Cusick dans la quasi-totalité de ses apparitions depuis la série Lost : Les Disparus, en 2005. Ainsi, il le retrouve dans Hitman, Scandal, Les 100, The Passage, MacGyver ou encore Big Sky.
Exceptionnellement, l'acteur est doublé par Julien Chatelet dans The Gospel of John, David Krüger dans Half Light, Maurice Decoster dans 24 Heures chrono et Pierre-François Pistorio dans Hawaii 5-0.

## Distinctions
| Année | Prix                                    | Catégorie                                                     | Nomination          | Résultat   |
| ----- | --------------------------------------- | ------------------------------------------------------------- | ------------------- | ---------- |
| 2019  | PDXtreme Film Fest                      | Meilleur acteur                                               | Chimera Strain      | Lauréat    |
| 2016  | Northeast Film Festival                 | Meilleur acteur dans un court métrage                         | Visible             | Lauréat    |
| 2013  | Hawaii International Film Festival      | Meilleur court métrage                                        | Dress               | Lauréat    |
| 2010  | Gold Derby Awards                       | Ensemble de l'année (casting de Lost)                         | Lost : Les Disparus | Nomination |
| 2009  | 35e cérémonie des Saturn Awards         | Meilleur acteur dans un second rôle                           | Lost : Les Disparus | Nomination |
| 2009  | Festival de télévision de Monte-Carlo   | Meilleur acteur dans une série dramatique                     | Lost : Les Disparus | Nomination |
| 2008  | Online Film & Television Association    | Meilleur acteur dans une série dramatique                     | Lost : Les Disparus | Nomination |
| 2008  | Gold Derby Awards                       | Ensemble de l'année (casting de Lost)                         | Lost : Les Disparus | Lauréat    |
| 2008  | Gold Derby Awards                       | Meilleur acteur dans un second rôle dans une série dramatique | Lost : Les Disparus | Nomination |
| 2007  | Festival de télévision de Monte-Carlo   | Meilleur acteur dans une série dramatique                     | Lost : Les Disparus | Nomination |
| 2007  | Gold Derby Awards                       | Ensemble de l'année (casting de Lost)                         | Lost : Les Disparus | Nomination |
| 2006  | Gold Derby Awards                       | Meilleur acteur dans un second rôle dans une série dramatique | Lost : Les Disparus | Lauréat    |
| 2006  | Online Film & Television Association    | Meilleur acteur invité dans une série dramatique              | Lost : Les Disparus | Lauréat    |
| 2006  | 58e cérémonie des Primetime Emmy Awards | Acteur invité exceptionnel dans une série dramatique          | Lost : Les Disparus | Nomination |